# Rhopalothrix ciliata
Rhopalothrix ciliata is een mierensoort uit de onderfamilie van de Myrmicinae. De wetenschappelijke naam van de soort is voor het eerst geldig gepubliceerd in 1870 door Gustav Mayr. De soort werd ontdekt in Nieuw-Granada, dat grotendeels overeenkomt met Colombia.